# Абейль, Людвиг
Иоганн Кристиан Людвиг Абейль (нем. Johann Christian Ludwig Abeille; 20 февраля 1761 года, Байройт — 2 марта 1838 года, Штутгарт) — немецкий пианист и композитор эпохи классицизма.

## Биография
Родился в семье придворного камердинера. Образование (в том числе музыкальное) получил у Антонио Борони (Antonio Boroni), Фердинандо Маццанти (Ferdinando Mazzanti) и Иоганна Готлиба Земанна (Johann Gottlieb Sämann). В 1782 году стал членом придворного оркестра. Иоганн Рудольф Цумштег считал Абейля своим преемником. В 1782 году он стал придворным музыкантом Фридриха I; в 1802 году получил должность концертмейстера, а позже придворного органиста. Вышел на пенсию в 1832-м, но продолжал сочинять.

## Творчество
Абейль писал произведения для фортепиано, а также много камерной и вокальной музыки. Среди его произведений:
- «Амур и Психея», зингшпиль в 4 актах. Премьера: 18 января 1800 г. в Штутгарте.
- «Смотритель», зингшпиль в двух действиях. Премьера: 1805 Штутгарт
- «Петр и Энни», зингшпиль в двух действиях. Премьера: 29 сентября 1809 Людвигсбург
- Фантазия для фортепиано, Op. 4
- Концерт для фортепиано в 4 руки и оркестра Op.6
- Соната для фортепиано в четыре руки, Op. 22
- Пепельная среда, Op. 11
- Песня Усопших о любви

Также Абейль обработал несколько народных песен.